# 白雲溝南宋墓
白雲溝南宋墓位於重慶市江津縣東勝鄉金銀村，文物遺址年代為南宋，1987年1月23日列為重慶市第二批市級文物保護單位初定名單。